# St Mawes
St Mawes (korn. Lannvowsedh) – miasto w Anglii, w Kornwalii. Leży 38 km na wschód od miasta Penzance i 376 km na południowy zachód od Londynu.